# Computer-integrated manufacturing
La produzione integrata di fabbrica o CIM (computer-integrated manufacturing) è l'integrazione automatizzata tra i vari settori di un sistema di produzione (progettazione, ingegnerizzazione, produzione, controllo della qualità, pianificazione della produzione e marketing) al fine di minimizzare i tempi di sviluppo di un prodotto, ottimizzare la gestione delle risorse ed eventualmente essere flessibili per coprire quanto più possibile il mercato.

## Vantaggi e obiettivi del CIM
I vantaggi che derivano dal CIM sono molteplici:
- riduzione delle scorte
- riduzione del time to market
- incremento della qualità del prodotto (mediante analisi, pianificazione e controllo del processo produttivo)
- riduzione dei costi dovuta alla maggiore efficienza della fabbrica

## Rete informatica nel CIM
Il CIM è lo standard della fabbrica automatica. Esso si basa fortemente su una fitta rete di comunicazione per lo scambio di informazioni: rete che lavora orizzontalmente tra reparti e verticalmente tra settori, in una sorta di struttura piramidale che dal basso verso l'alto vede il processo (sensori e attuatori), il campo (PLC e PMC), la cella (supervisione dei computer industriali) ed infine la gestione (pc per uffici).
Lo standard CIM quindi prevede una fitta rete informatica, sistemi di progettazione automatica, sistemi di collaudo computerizzato ed infine sistemi di pianificazione della produzione.

## Tecnologie impiegate nel CIM
Il modello CIM prevede l'integrazione di diverse tecnologie interconnesse:
- CAD Computer Aided Design
- CAM Computer Aided Manufacturing
- CAT Computer Aided Test
- CAPP Computer-aided process planning
- MRP Material Requirements Planning
- Robotica
- AGV Movimentazione automatica dei materiali
- ERP (Enterprise resource planning)
- CNC (Controllo numerico computerizzato) machine tools
- DNC, Direct Numerical Control machine tools
- FMS, flexible manufacturing system
- ASRS, automated storage and retrieval systems
- Automated conveyance systems
- computerized scheduling and production control
- CAQ (Computer-aided quality assurance)
- A business system integrated by a common database